# Equipo de Copa Davis de Filipinas
El equipo filipino de Copa Davis es el representante de Filipinas en dicha competición internacional. Su organización está a cargo de la Asociación Filipina de Tenis.

## Historia
Filipinas compitió en su primera Copa Davis en 1926.

## Plantel actual (2016)
- Francis Casey Alcantara
- Ruben Gonzales
- Treat Conrad Huey
- Jeson Patrombon